# Паниран кашкавал
Паниран кашкавал (наричан още Кашкавал пане) е традиционно българско ястие, приготвено от узрял кашкавал, нарязан на квадрати или правоъгълници, оваляни в брашно, панировка от галета (хлебни трохи), които след това последователно се потапят в разбити яйца и се пържи в сгорещено растително масло до получаване на златиста коричка.
Може да се сервира като предястие или основно ястие. Като основно ястие се сервира с гарнитура или подходяща салата.